# Сибирские ингерманландцы
Сиби́рские ингерманла́ндцы — территориальная группа ингерманландцев, образовавшаяся в начале XIX века в  Западной Сибири. Сибирские ингерманландцы являются носителями сибирско-ингерманландского финского языка.

## История
В 1804 году сосланные за неповиновение на поселение в Западную Сибирь крепостные ингерманландские крестьяне барона фон Унгерн-Штернберга из ижорско-финских деревень нижнего течения реки Луга: Илькино, Малая Арсия, Большая Арсия, Волково, Мертвицы, Фёдоровская и Варива, в количестве 26 семей (77 мужчин и 73 женщины), основали в Омском уезде Тобольской губернии деревню Рыжкову (первоначально — деревня Чухонская или Чухонская колония). Здесь на основе ингерманландского финского языка и ингерманландских диалектов деревень нижнего течения реки Луги в первые десятилетия XIX века среди переселенцев сформировался собственный язык общения — сибирско-ингерманландский финский язык.
Первые упоминания о ссыльных из Западной Ингерманландии и о первой колонии сибирских ингерманландцев — деревне Рыжково, появились в 1844 и 1846 годах, в статьях газеты «Maamiehen Ystävä», которая издавалась в Великом княжестве Финляндском.
Во второй половине 1840-х годов деревня Рыжкова стала центром притяжения всех ссыльных лютеран — ингерманландцев, финнов, эстонцев и латышей. До пожара 1846 года в деревне Рыжкова проживало около 900 человек. После пожара часть ингерманландских переселенцев покинула Рыжкову, основав в 1849 году две новые деревни — Боярку (Тюкалинский уезд) и Бугене (Тарский уезд) — позже получившую название Фины. В её окрестностях к концу XIX века появились три новые деревни, основанные сибирскими ингерманландцами: Ориково, Матвеевка (Вяликюля) и Ларионовка (Ункурин кюля) .
Сибирские ингерманландцы упоминались в статье «Några upplysningar om de to Sibirien deporterade Finnarne», побывавшего в 1845—1849 годах в экспедиции по Сибири, российского филолога финского происхождения, исследователя финно-угорских и самодийских языков Матиаса Кастрена.
В 1863 году на берегу реки Омь появилась новая лютеранская колония — Омь-колония. В её состав входили следующие деревни: Старая Рига, Старый Ревель (Вирон кюля), Гельсингфорс (Руотсин кюля) и Нарва (Суомен кюля). Деревня Нарва была основана выходцами из Рыжково. В 1895 году переселенцы из деревни Нарва основали село Ивановка.
В 1893 году вышла книга воспоминаний лютеранского пастора Йоханнеса Гранё, который жил и работал в финских поселениях в Сибири в конце XIX века. Историографическое описание сибирских финских поселений продолжили его сыновья — географ, профессор, исследователь Сибири Йоханнес Габриэль Гранё и священник Пааво Гранё.
Сибирские ингерманландцы совершали значительные миграции. В XIX веке часть их переселилась на расстояние 2000 км в село Верхний Суэтук (совр. Красноярский край), а выходцы из села Фины основали новое поселение на берегу реки Кулунды (совр. Алтайский край) в 500 км от Омска.
Данная территориальная группа никогда не обозначалась как ингерманландские финны или финны. Говор сибирских ингерманландцев имел существенные различия с говором ссыльных финнов. Сибирские ингерманландцы использовали в общении между собой говор финского языка, наиболее близкий современным нижнелужским финским и ижорским говорам, распространённым в Кингисеппском районе Ленинградской области в долине реки Россонь. Язык сибирских ингерманландцев послужил основой для их сближения с эстонцами.
По данным переписи населения 1926 года, общее число сибирских ингерманландцев и сибирских финнов составляло 1638 человек, затем на протяжении XX века оно неоднократно то сокращалось, то увеличивалось. Увеличение происходило, в первую очередь, за счёт депортированных; сокращение же численности объясняется ассимиляционными процессами и формальной сменой национальности в документах, так как многие из ингерманландцев были записаны эстонцами.
Начиная с 1930-х годов, когда начались депортации ингерманландских финнов, многие сибирские ингерманландцы, чтобы избежать гонений, при получении паспорта записывали себя эстонцами. После войны, когда ингерманландцам нельзя было возвращаться на жительство домой в Ленинградскую область, многие из них осели в Эстонии, ближе к родным местам. Во второй половине XX века часть сибирских ингерманландцев переселялась в Эстонию, так как почти все сибирские ингерманландцы были в паспортах записаны эстонцами, а так же потому что часть сибирских ингерманландцев составляли смешанные семьи с сибирскими эстонцами .
Во второй половине XX — начале XXI века о сибирских ингерманландцах появилось несколько публикаций финских исследователей (историк Алпо Юнтунен, пастор Юха Саари, историк Макс Энгман), основанных на документах из финских архивов о лютеранах, сосланных в Сибирь.
Районы исторического расселения сибирских ингерманландцев: Большереченский, Большеуковский, Знаменский, Калачинский, Крутинский, Тарский, Тюкалинский районы Омской области; Викуловский район Тюменской области.